# Dendrobium ochranthum
Dendrobium ochranthum är en orkidéart som beskrevs av Rudolf Schlechter. Dendrobium ochranthum ingår i släktet Dendrobium, och familjen orkidéer. Inga underarter finns listade i Catalogue of Life.